# グヌン・パダン
グヌン・パダン（Gunung Padang）は、インドネシア西ジャワ州チアンジュール県カリャムクティ、チャンパカ地区にある巨石記念物遺跡。県庁所在地の南西30キロメートル（19マイル）、ランペガン駅から8キロメートル（5.0マイル）の位置にある。海抜885メートル（2,904フィート）の地点にあるこの遺跡は、石造りの護岸に囲まれた5つのテラスからなる丘、すなわち死火山を覆っている。また、370段の安山岩の階段を上がることで95メートル（312フィート）ほど高くなる。遺跡は火山起源の巨大な六角形の石柱で覆われている。スンダ族はこの地を神聖なものと考え、シリワンギ王が一晩で宮殿を建てようとした結果であると考えている。
グヌン・パダンは、標高が次第に高くなる5つの人工テラス（1つは四角形、4つは台形）からなる。これらのテラスは、最も低くて大きい第1テラスから、最も高くて小さい第5テラスまで、標高に応じて次第に小さくなる。これらのテラスは、中央の縦方向の北西-南東軸に沿って配置されている。これらは、高い場所を削り、低い場所に盛り土をして平らな表面が得られるまで調整された人工の平台である。テラスの周囲は、火山性多角柱が水平に積み重ねられ、縦に置かれた柱として形成された周囲の護岸からなる。このテラス群は、中央にある370段の階段でアクセスでき、45度の傾斜と110メートル（360フィート）の長さがある。

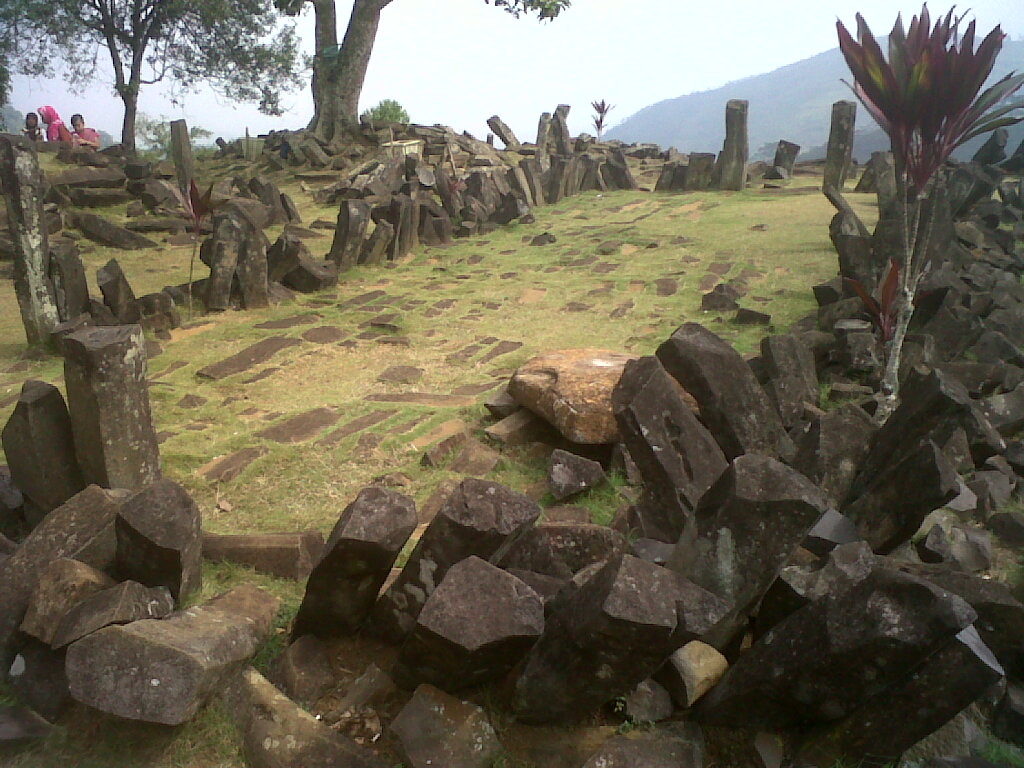
グヌン・パダン遺跡

## 年代推定
考古学者ルトフィ・ヨンドリ Lutfi Yondri は、バンドンの考古学局で、グヌン・パダンでの建造物がインドネシアの後期先史時代である西暦2世紀から5世紀の間に建てられた可能性があると推定した。一方、ハリー・トルーマン・シマンジュンタクは、西暦6世紀から8世紀の間の歴史時代にさらに遅い時期を提案した。遺跡で見つかった陶器の破片は、考古学局によって紀元前45年から紀元22年の範囲で年代測定された。

### 少数派による年代推定
まだ公表されていない数々の炭素年代測定と層序学的研究に基づいて、地震地質学と地球構造学の専門家であるインドネシアの地質学者ダニー・ヒルマン・ナタウィジャヤは、この遺跡が9,000年から20,000年前に巨大なピラミッドとして建設されたことを示唆し、それまで未知だった先進的な古代文明の存在を示唆している。しかし、これらの放射炭素年代測定およびその層序学的文脈は正式には公表されておらず、これらの年代測定に基づく遺跡の年代は、同じ研究結果を説明する同じ著者による出版物でさえも、出版物によって大きく異なる。
ナタウィジャヤの分析は、他の科学者たちから疑問視された。火山学者のスティクノ・ブロントは、炭素年代測定の結果が風化の影響を受けたとして、その高さが古代の火山の頸部であり、人工のピラミッドではないと結論付けた。34人のインドネシアの科学者が、ヒルマン・アリフチームの動機と方法に疑問を投げかける嘆願書に署名した。考古学者のビクター・ペレスは、ナタウィジャヤの結論を疑似考古学と評した。
ナタウィジャヤの結論は、インドネシアのスシロ・バンバン・ユドヨノ大統領の注目を集め、タスクフォースが設立された。大統領の関与があるため名前を明かしたくない考古学者は、次のように述べている。
考古学では、通常まず『文化』を発見します…。その後、遺物の年代を調べ、その時代に存在した文明に関する歴史的な参照情報を探します。そうして初めて、遺物を歴史的に説明することができます。しかし、このケースでは、彼らは何かを『発見』し、炭素年代測定を行い、その結果を説明するためにその時代の文明を創り出したように見えます。

## 引用
1. ↑  Ramadina, Savitri Putri (2013). “Analisis Perupaan Situs Megalitik Gunung Padang di Cianjur, Jawa Barat”. ITB Journal of Visual Art and Design 4 (1):  51–66. doi:10.5614/itbj.vad.2013.4.1.7.
2. 1 2 3 4 5  Pérez García, Víctor Lluís (2017). “Gunung Padang y el megalitismo indo-malayo: Arqueología y pseudoarqueología”. Arqueoweb: Journal of Archeology on the Internet 18 (1):  62–104 2022年11月12日閲覧。.
3. ↑  Yondri, Lufti (2014). “Punden Berundak Gunung Padang Refleksi Adaptasi Lingkungan dari Masyarakat Megalitik.”. Jurnal Sosioteknologi 13 (1):  1–14. doi:10.5614/sostek.itbj.2014.13.1.1.
4. ↑  Utomo (2014年6月6日). “Mari Terbang ke Atas Situs Megalitikum Gunung Padang”. 2023年4月29日閲覧。
5. ↑  Prasetyo, Bagyo (2015). Megalitik: Fenomena yang berkembang di Indonesia [Megalithic: A phenomenon that florished in Indonesia]. Jakarta: Pusat Penelitian Arkeologi Nasional. pp. 61. ISBN 9786020818252
6. ↑  Natawidjaja, Danny Hilman; Bachtiar, Andang; Endar, Bagus; Daryono, Mudrik; Subandrio, Andri. Evidences of Large pyramid-like structure predating 10,000 Year BP at Mount Padang, West Java, Indonesia: Applications of geological-geophysical methods to explore buried large archeological site - ESS Open Archive. doi:10.1002/essoar.10500119.1 2023年2月8日閲覧。.
7. ↑  “Gunung Padang, Java”. World Pilgrimage Guide. 2023年4月29日閲覧。
8. 1 2 3 4  Bachelard, Michael (2013年7月27日). “Digging for the truth at controversial megalithic site. Sydney Morning Herald, 27 July 2013”. www.smh.com.au. 2022年11月25日閲覧。
9. ↑  Bronto, Sutikno; Langi, Billy B (2017). “Geologi Gunung Padang dan Sekitarnya, Kabupaten Cianjur–Jawa Barat”. Jurnal Geologi Dan Sumberdaya Mineral 17 (1):  37–49. doi:10.33332/jgsm.geologi.v17i1.28.